# Ruta Provincial 53 (Buenos Aires)
La Ruta Provincial 53 es una carretera de 43 km de extensión ubicada en el noreste de la provincia de Buenos Aires, en Argentina. Se encuentra pavimentada desde su comienzo hasta la intersección con la Ruta Provincial 6. Desde allí hasta su finalización es de tierra. En la década del '80 hubo un proyecto para pavimentar este segmento. Es parte de la traza del antiguo camino de tierra de Buenos Aires a Mar del Plata.
Actualmente, parte de su trayecto es cubierto por el Metrobús Florencio Varela; el mismo inicia su recorrido en la intersección de Avenida Monteverde y Avenida San Martín, recorriendo esta última hasta llegar a las calles 9 de julio de 1816 - Castelli.

## Características y recorrido
Esta carretera divide en dos al partido de Florencio Varela siendo su principal arteria vial y pasa por su cabecera. Cruza un ramal ferroviario de doble vía en actividad: el Temperley - La Plata de la línea General Roca. El túnel bajo las vías se inauguró el 4 de marzo de 2009. Finaliza frente al barrio La Plantación a unos 5 kilómetro de la ciudad Brandsen al empalmar con la ruta provincial 215, en el lugar conocido como "Curva de Tondato". Allí, al otro lado de esta arteria, comenzaba la ex ruta provincial 54.
|  |  | RM |

|  | STRq | RMKRZ | STRq |

|  | STRq | RMKRZ | STRq |

|  | STRq | RMKRZ | STRq |

|  |  | MWNODEr | STRq |

|  |  | exSKRZ-G+eBUE |

|  |  | RM |

| lDAMPF |  | SKRZ-Moq |  |

|  | STRq | RMKRZ | STRq |

|  | STRq | TEEeq |  |

|  |  | STR |

|  |  | SKRZ-GBUE |

|  |  | STR |

|  | STRq | KRZ | STRq |

|  |  | exSTR |

|  |  | exBUE |

|  | STRq | ABZqlr | STRq |

## Localidades
A continuación se enumeran las localidades servidas por esta ruta.
- Partido de Quilmes: Villa La Florida.
- Partido de Florencio Varela: San Juan Bautista (anteriormente denominado Florencio Varela), límite entre Santa Rosa (al oeste) y Villa Vatteone (al este), límite entre Villa Brown (al oeste) y Villa San Luis (al este), y La Capilla.
- Partido de La Plata: No hay localidades de más de 500 habitantes.
- Partido de Brandsen: Brandsen.

## Nomenclatura municipal
Debido a que gran parte de esta carretera discurre por zonas urbanas, los diferentes municipios dieron nombres a esta ruta:
- Partido de Quilmes: Avenida General Mosconi
- Partido de Florencio Varela: Avenida San Martín y Avenida Eva Perón
- Partido de La Plata: Ruta Provincial 53.
- Partido de Brandsen: Ruta Provincial 53.